# Isodon scrophularioides
Isodon scrophularioides là một loài thực vật có hoa trong họ Hoa môi. Loài này được (Wall. ex Benth.) Murata mô tả khoa học đầu tiên năm 1966.